# 16402 Olgapopova
16402 Olgapopova este un asteroid din centura principală de asteroizi.

## Descriere
16402 Olgapopova este un asteroid din centura principală de asteroizi. A fost descoperit pe 26 octombrie 1984 la Stația Anderson Mesa de Edward L. G. Bowell. Asteroidul prezintă o orbită caracterizată de o semiaxă mare de 2,33 ua, o excentricitate de 0,18 și o înclinație de 7,2° în raport cu ecliptica.